# Filofròsine (satèl·lit)
Filofròsine, també conegut com a Júpiter LVIII (designació provisional S/2003 J 15), és un petit satèl·lit natural irregular retrògrad de Júpiter. Fou descobert per un equip d'astrònoms de la Universitat de Hawaii dirigits per Scott S. Sheppard l'any 2003. Fa uns 2 quilòmetres de diàmetre i orbita el planeta a una distància mitjana de 22.721 Mm en 699,676 dies, a una inclinació de 142° respecte l'eclíptica. Pertany al grup de Pasífae.
La lluna fou perduda després del seu descobriment el 2003. Fou redescoberta el 2017 i rebé la designació permanent aquest mateix any. El 2019 rebé el nom definitiu en honor de Filofròsine (Φιλοφροσύνη).